# はちわれ

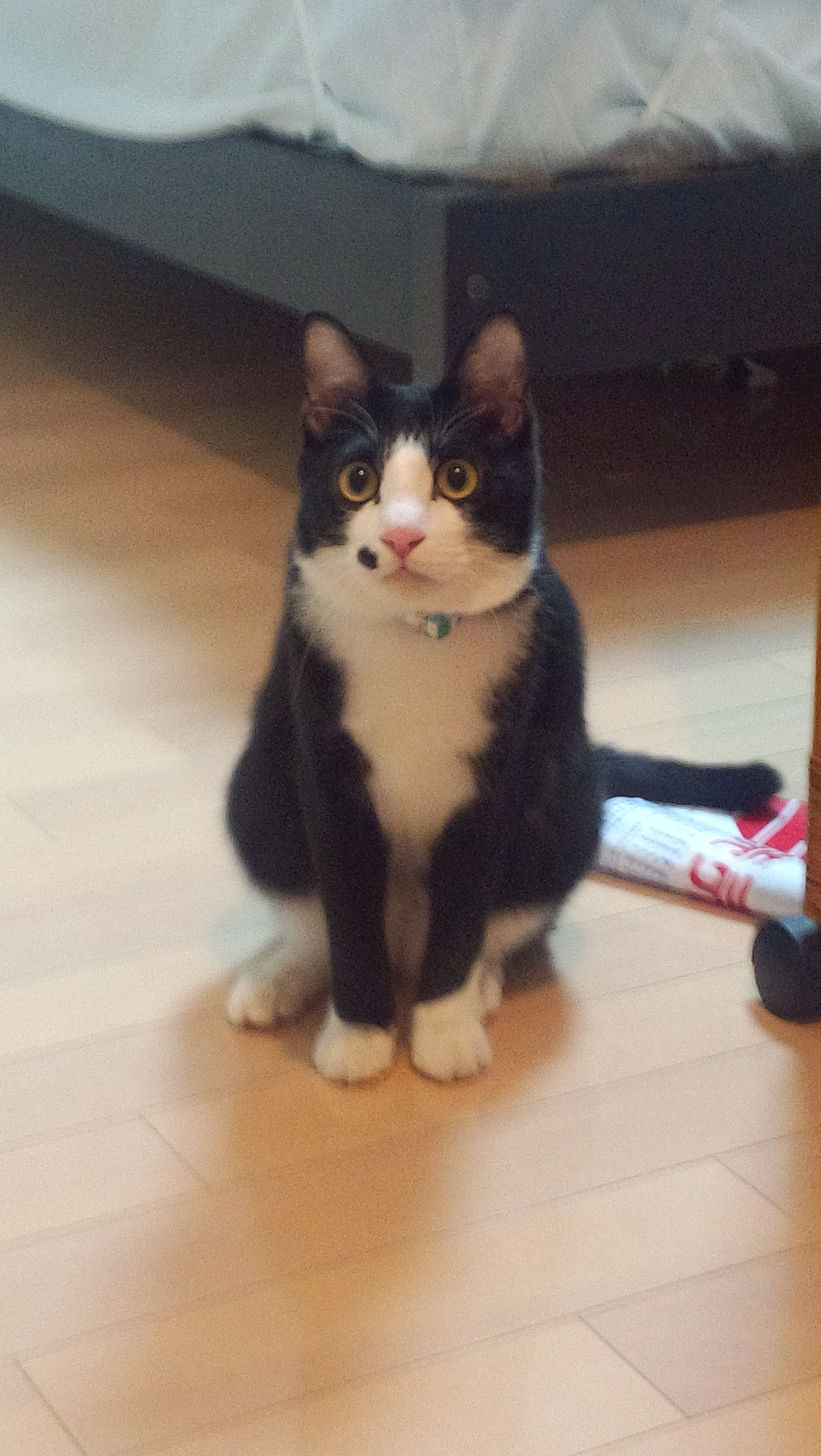
はちわれ猫　顔の柄が「八」の形になっている。日本では猫の柄の占有率ランキングで“はちわれ”黒白猫が2位。

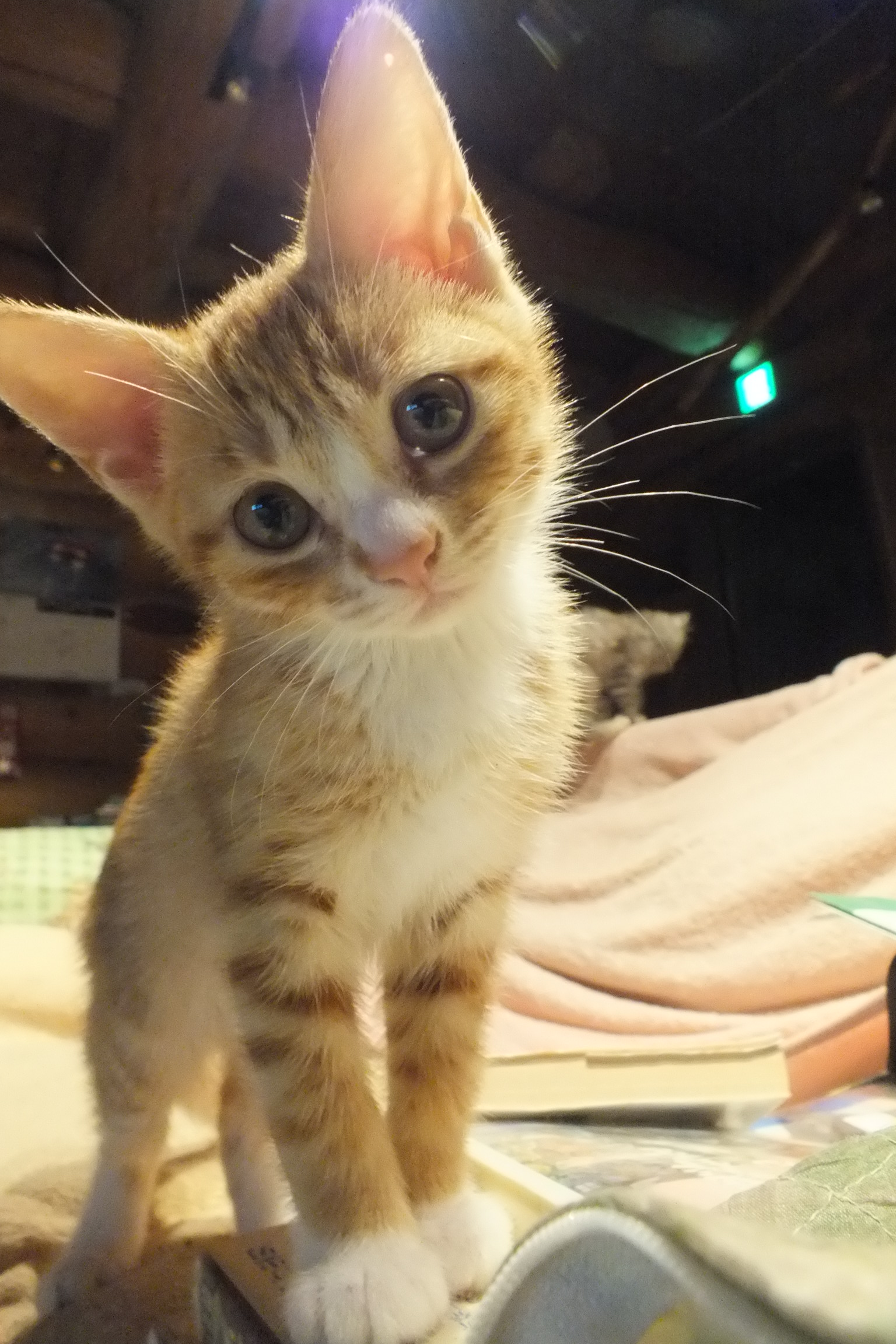
茶トラ白のはちわれ

はちわれ（八割れ、鉢割れ）とは、ネコ（英語ではバイカラー・キャット）やイヌの斑（毛色）が、鼻筋を境に左右に分かれているもので、「八」の字形に見える。英語ではカラーが顔にかかるものをMask、カラーが顔にかからないものはCapと呼ばれる。この場合体白とカラー（または縞）の二色（あるいは三毛の三色）あれば、その条件を満たし“はちわれ”である必要はないが、後述の通り、二色（または縞白）は“はちわれ”模様が出やすい傾向にある。

## 概要
日本では猫の柄の占有率ランキングで“はちわれ”黒白猫が2位、“はちわれ”ではない“黒白猫”は8位であり、黒白猫の半数以上が“はちわれ”ということが分かる。はちわれはカラーに白が混ざるホワイトスポットの一種である。ホワイトスポットは体毛の40 %以下が白のローグレイド、体毛の40 - 60 %が白のバイカラー、体毛60 %以上が白のハイグレードの3つに分けられるが、そのいずれでも“はちわれ”現象は起こり得る。
黒の部分が3割を超えると模様が左右対称になりやすく鼻筋鼻口部マズルの部分を避けて色が付きやすい傾向にあるのでハチワレの柄が出やすい。
日本では漢字の「八」のように見えることから「八割れ」、または頭、頭蓋骨、兜が割れる意である「鉢割れ」からきていると言われており、後者の意味から武家においては縁起が悪いとして忌避されていた時代・地方もあった。八は末広がりであることから、逆に商家などにおいては縁起がいいといわる場合もある。
1998年頃はちわれ猫ばかりの写真を掲載した『はちわれの会』というサイトによってハチワレという言葉がインターネット上で広がり、現在に至っている。